# Владимировка (район имени Лазо)
В Хабаровском крае в районе имени Полины Осипенко тоже есть село Владимировка.
Влади́мировка — село в районе имени Лазо Хабаровского края России. Входит в состав Кругликовского сельского поселения.

## География
Село Владимировка стоит на федеральной автотрассе «Уссури».
Расстояние до Хабаровска (на север) около 30 км, расстояние до районного центра пос. Переяславка (на юг) около 17 км.
Административный центр Кругликовского сельского поселения село Кругликово находится в 2 км юго-западнее.
По южной окраине села проходила ведомственная Оборская железная дорога.

## Население
| 1926 | 1992 | 2002 | 2010 | 2011 | 2012 | 2021 |
| ---- | ---- | ---- | ---- | ---- | ---- | ---- |
| 11   | ↗210 | ↘151 | ↘144 | →144 | ↘142 | ↘39  |

## Улицы
В селе имеются две улицы: Садовая и Центральная.

## Экономика
- Жители занимаются сельским хозяйством.
- В окрестностях села Владимировка находятся садоводческие общества хабаровчан.
- В двух километрах западнее села находится станция Кругликово ДВЖД и станционный посёлок Кругликово.